# Nadir ou la Transhumance de l'Être
Nadir ou la Transhumance de l'Être est un recueil de nouvelles de Khireddine Mourad publié en 1992.
Le récit principal et éponyme de l’œuvre met en jeu la chute de Grenade en 1492 et, aux « Nouvelles Indes », le massacre des autochtones, dans un récit d’exil. Nadir, jeune andalou doit fuir sa terre en proie aux violences de l’inquisition et de la reconquista. Étrangement, au lieu de partir vers le Maghreb, comme la majorité de ses coreligionnaires, il choisit d’embarquer vers les Amériques où il doit trouver sa voie dans un monde de violence qui le force sans cesse à la fuite et à l’esquive.
Effectivement, où qu’il aille, il rencontre la haine, la violence, la folie, et la nécessité de partir à nouveau. Mais il découvrira aussi que l’exil doit demeurer un chant perpétuel, car (…) nous sommes nous-mêmes les artisans de notre propre destin (…), et si nous devons trouver notre chemin et qu’il ne se trouve nulle part, s’il n’est qu’une fiction, nous aurons cherché l’impossible, envers et contre tout.
La Nue du fleuve, la dernière nouvelle du recueil, narre quant à elle l’histoire (tirée d’un fait réel) de Fattouma s’obstinant à vider de son eau un fleuve qui a emporté le corps de son enfant dans une région reculée du Maroc.
Une fois encore dans cette nouvelle, la destinée de l’homme n’est pas de se résigner à la médiocrité, fût-elle inévitable, mais de lutter même si ce combat est délire (comme c’est le cas de Fatouma), trahison, incertitude.